# خیارهای دریایی شاخک‌سپری
خیارهای دریایی شاخک‌سپری (نام علمی: Aspidochirotida) نام یک راسته از رده خیار دریایی است.

## نگارخانه

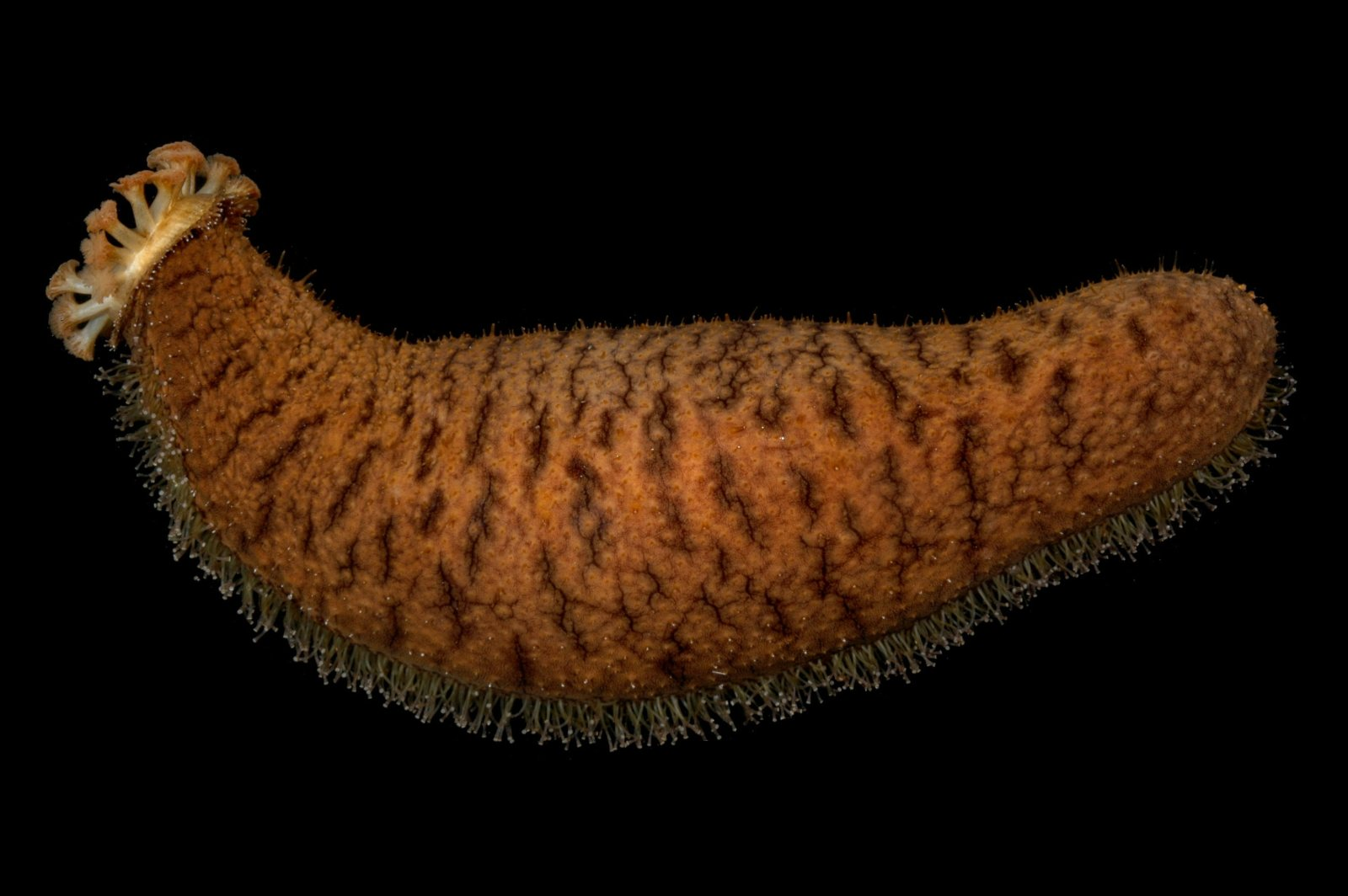
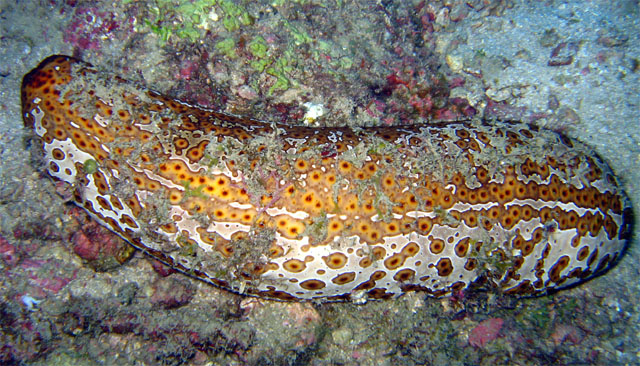
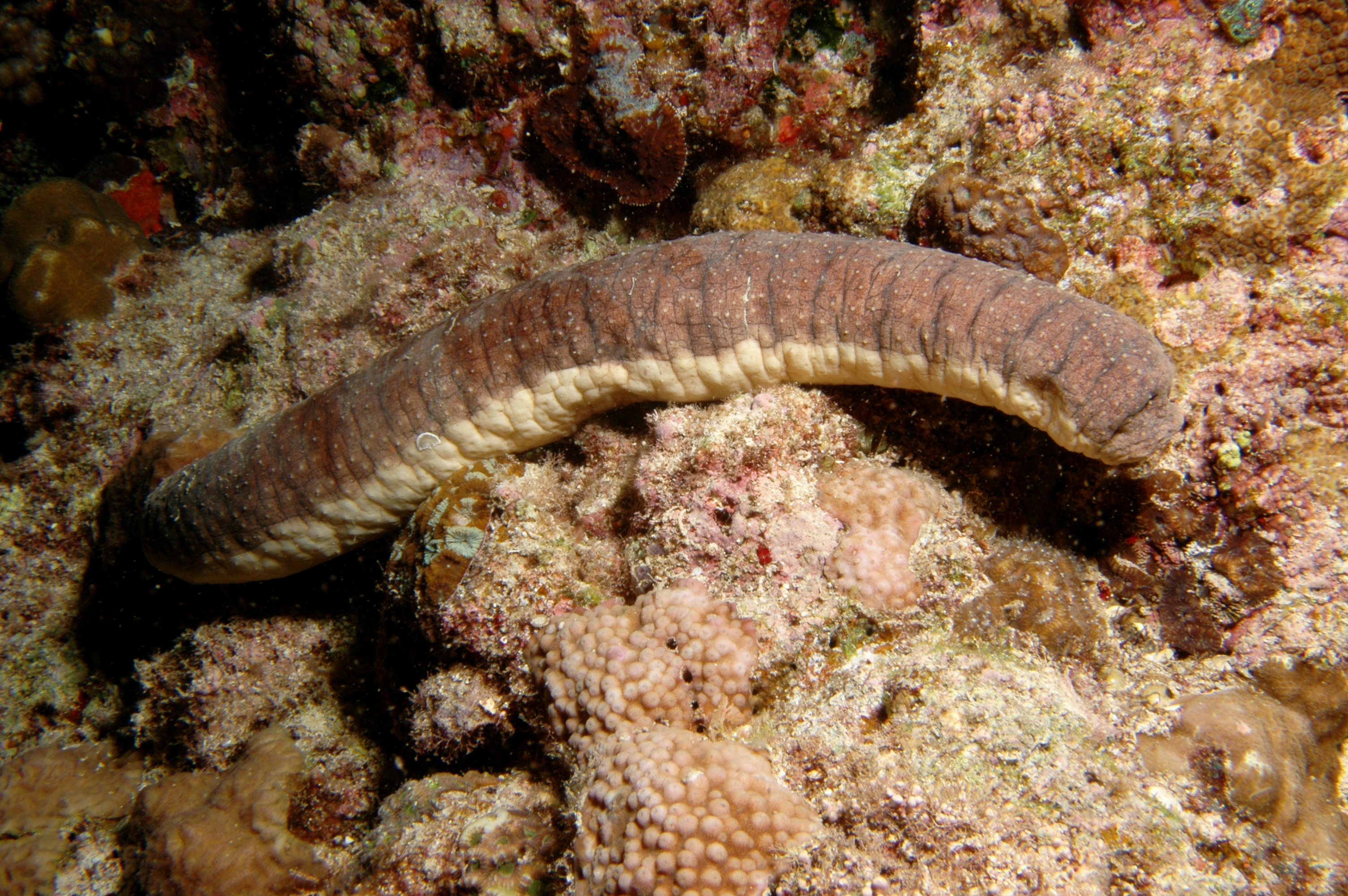
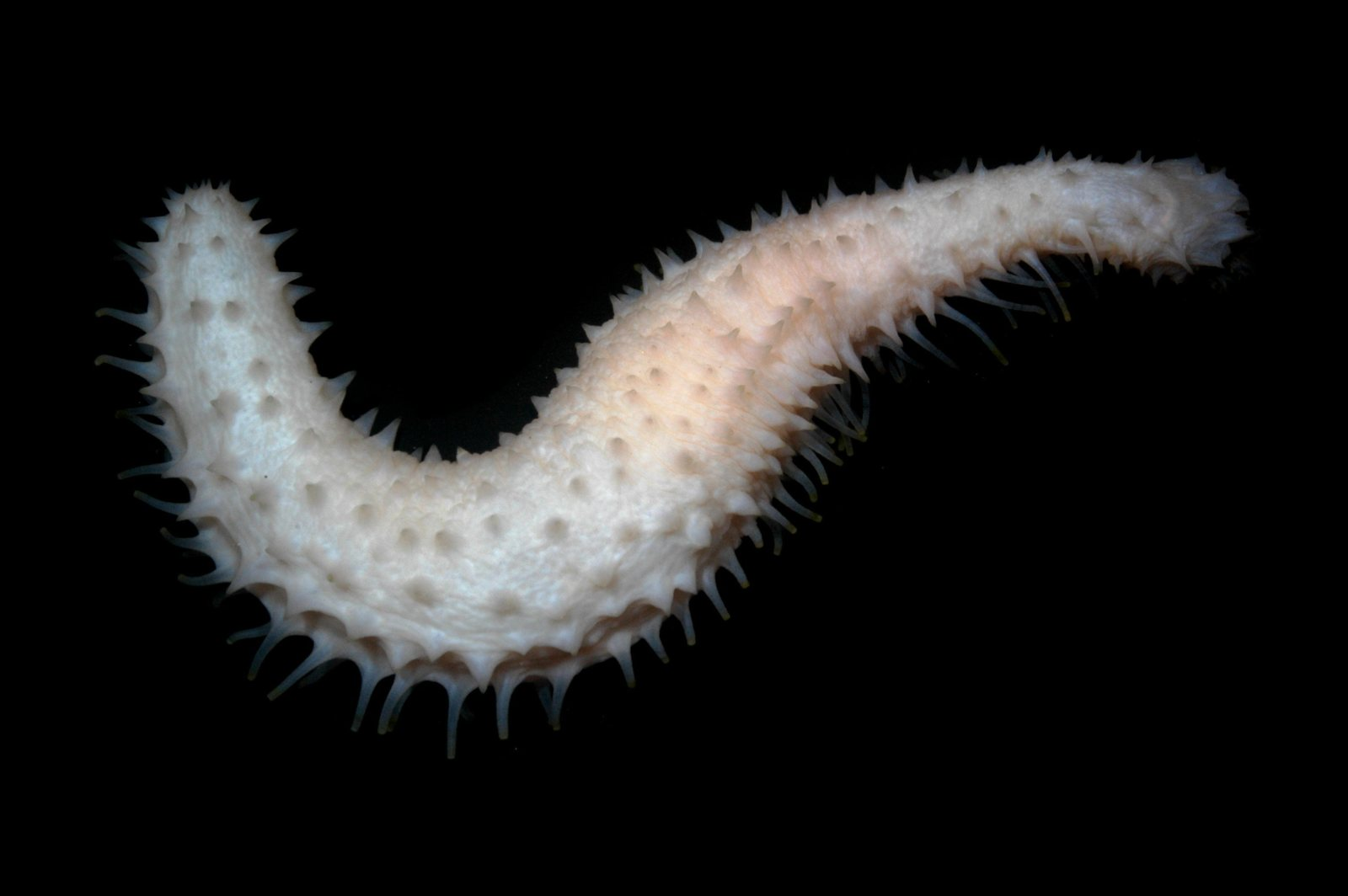
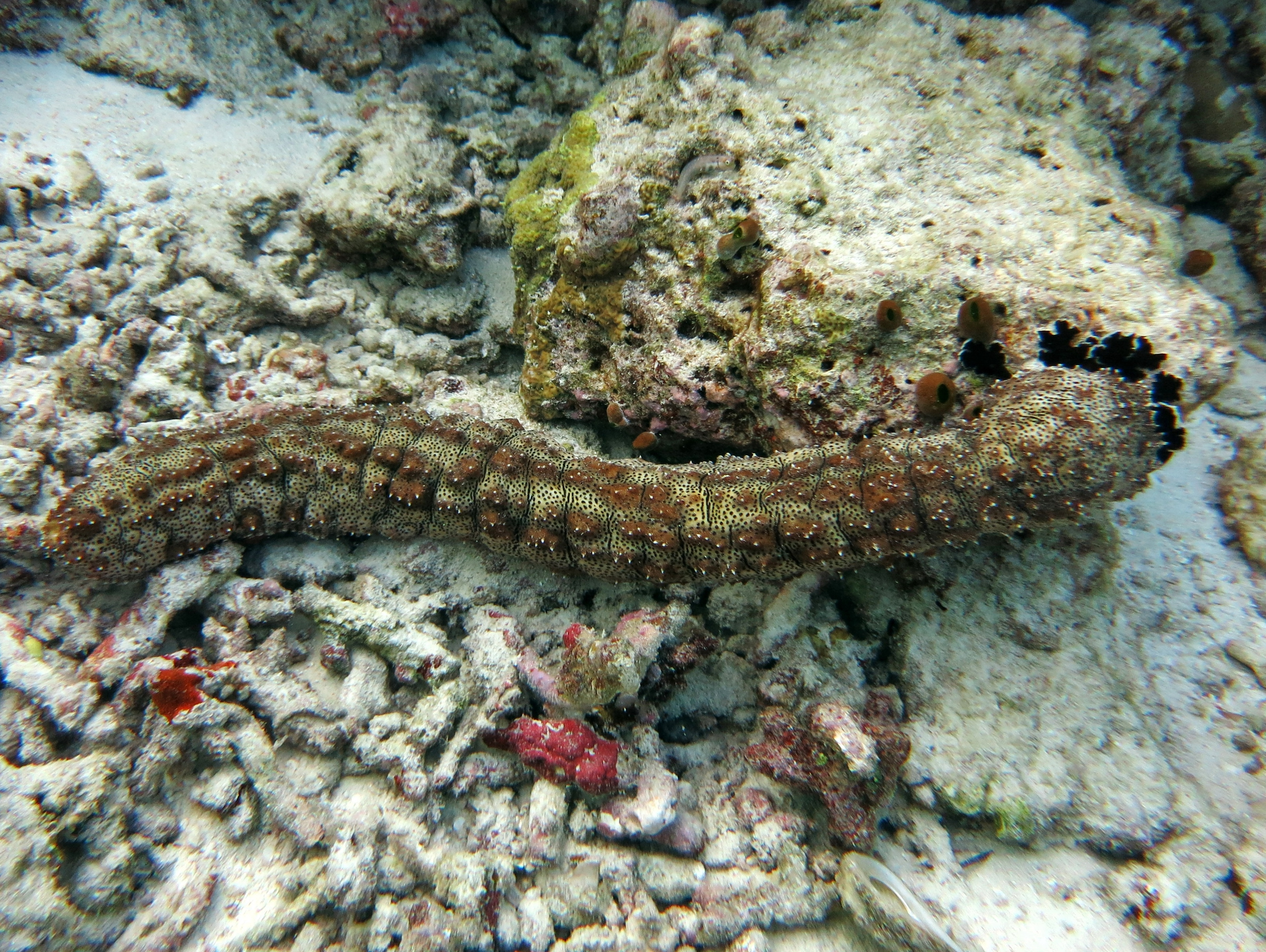
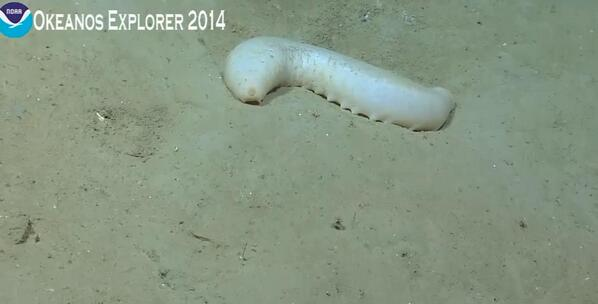
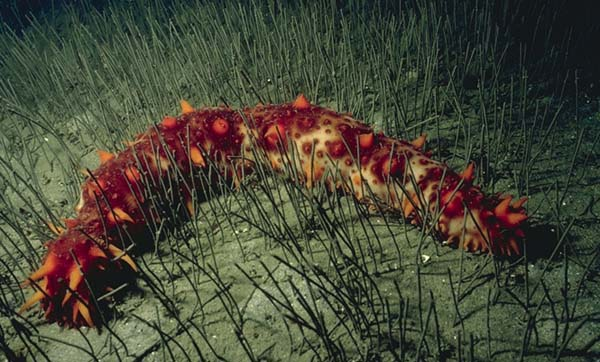
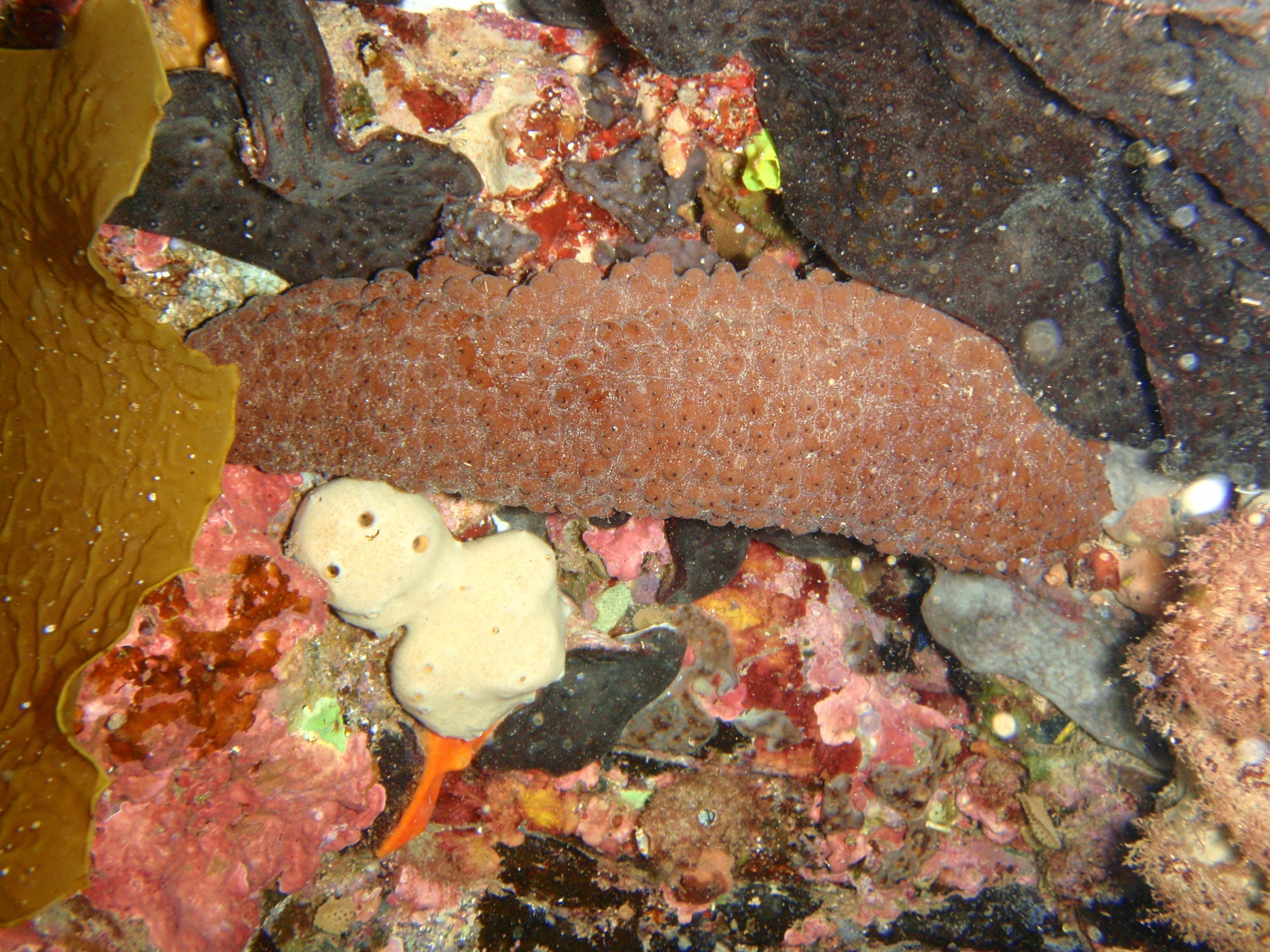
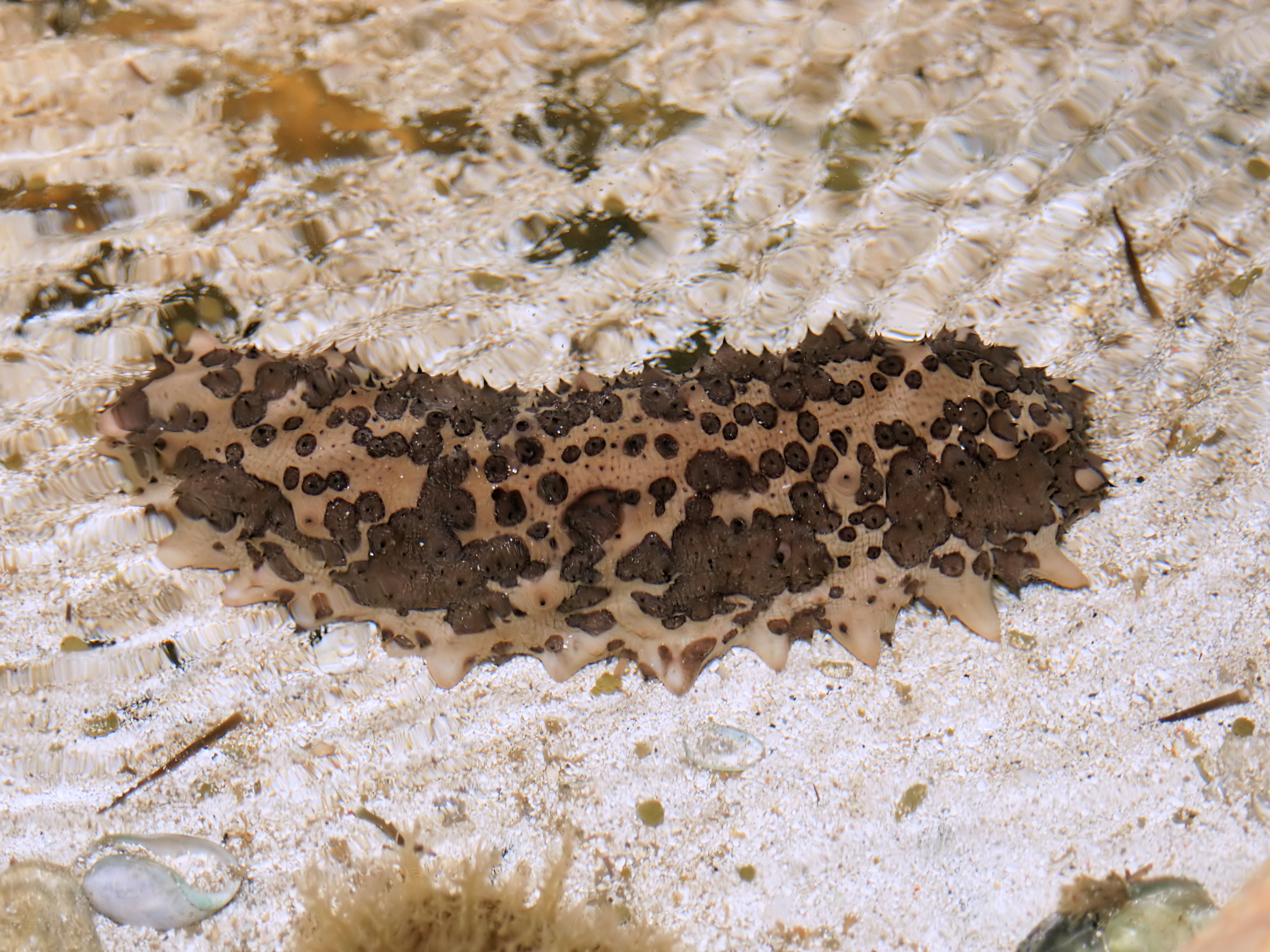
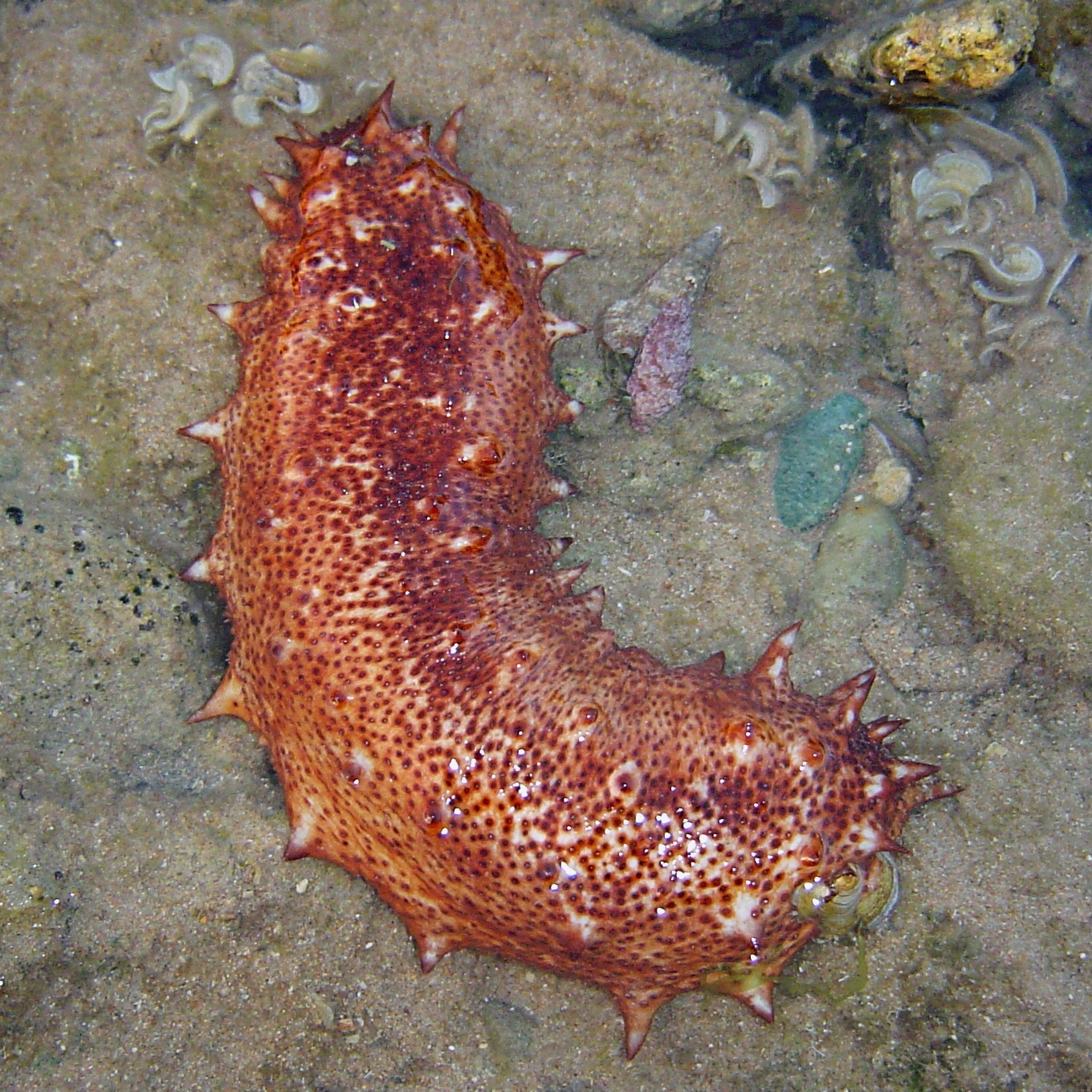
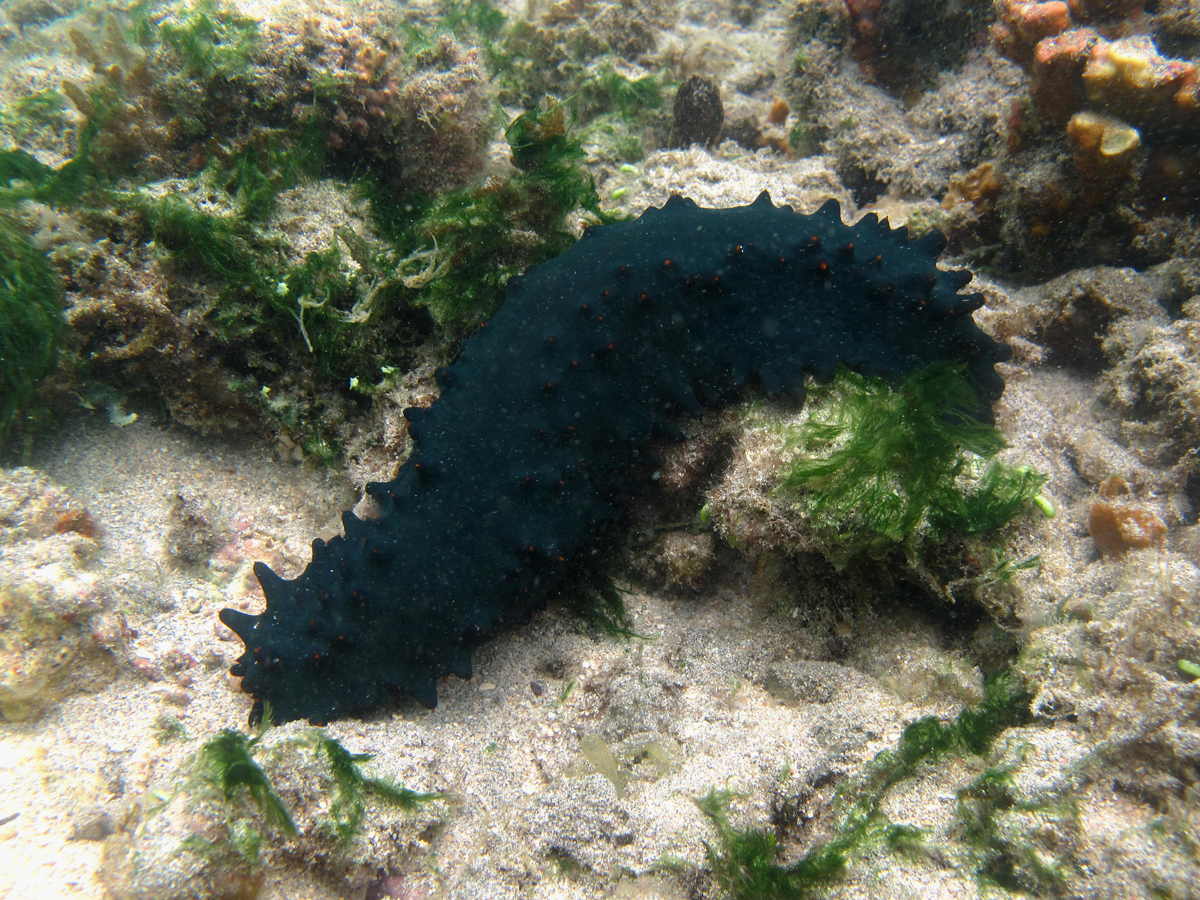
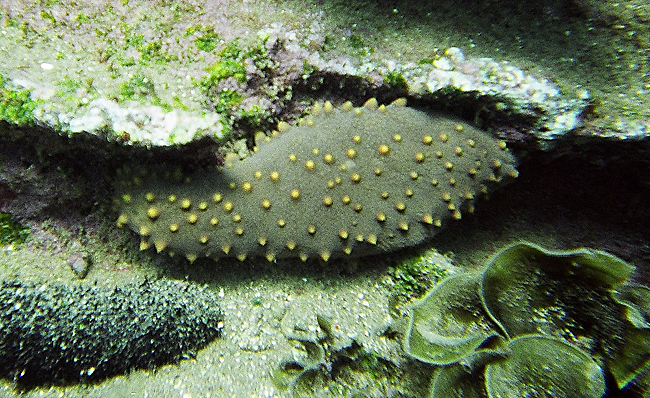
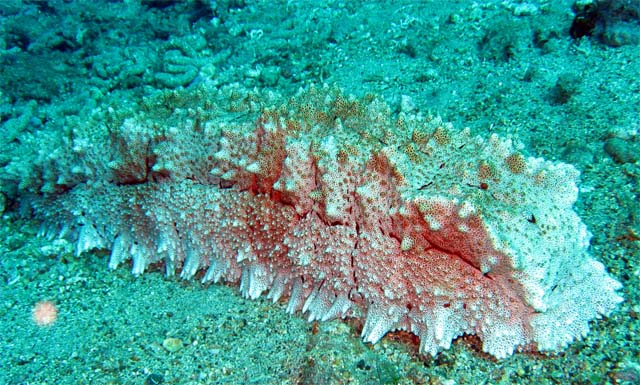
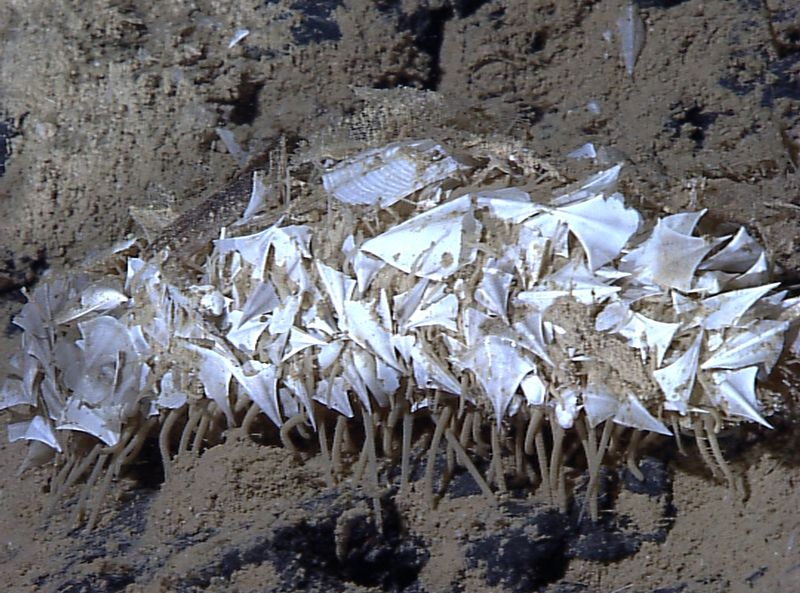